# Nikki de Roest
Nikki de Roest (4 april 1993) is een voormalig Nederlands voetbalster die onder meer uitkwam voor PSV/FC Eindhoven.

## Carrière
De Roest speelde in 2011/2012 in de Topklasse met RVVH. Deze club verliet ze in 2012 om met PSV/FC Eindhoven te gaan spelen in de Women's BeNe League. Op 24 augustus 2012 maakte ze haar debuut voor PSV/FC Eindhoven tijdens de uitwedstrijd tegen ADO Den Haag. In de 85e minuut viel ze in. De wedstrijd werd met 0-3 gewonnen. Sinds 2016 speelde De Roest voor het Ridderkerkse RVVH. Sinds seizoen 2018 / 2019 speelt De Roest voor Feyenoord Futsal waarin ze datzelfde seizoen gelijk landskampioen werd. Daarnaast is ze leerkracht op een basisschool.

## Statistieken
| Seizoen | Club             | Land      | Competitie         | Wed. | Goals |
| ------- | ---------------- | --------- | ------------------ | ---- | ----- |
| 2012/13 | PSV/FC Eindhoven | Nederland | BeNe League Orange | 1    | 0     |
| Totaal  | Totaal           | Totaal    | Totaal             | 1    | 0     |